# Sixt-Fer-à-Cheval
Sixt-Fer-à-Cheval é uma comuna francesa na região administrativa de Auvérnia-Ródano-Alpes, no departamento de Alta Saboia. Estende-se por uma área de 119,07 km². Em 2010 a comuna tinha 782 habitantes (densidade: 6,6 hab./km²).
Pertence à rede das As mais belas aldeias de França.
O vale onde fica situada é conhecido como Vale de Sixt.